# حرب بن عطا الهرفي
الدكتور حرب عطا الهرفي (1942) هو من خريجي كلية الطب في بغداد عام 1969م وأستاذ في جامعة الفيصل بالرياض وهو أول طبيب سعودي متخصص في الحساسية والمناعة ويعتبر مؤسس هذا الاختصاص في المملكة العربية السعودية، له العديد من الأبحاث العلمية المنشورة. وخلال عمله في مستشفى التخصصي اعتمد عليه كثير من أفراد العائلة المالكة في تخصصه ومنهم الأمير عبد العزيز بن فهد بن عبد العزيز آل سعود والأميرة سارة بنت عبد العزيز وأبناء الملك خالد خلال حكمه.